# Submarinos clase Tridente
La clase Tridente es una serie de submarinos de ataque de propulsión convencional de la Marina portuguesa. La serie está designada oficialmente como U-209PN por el fabricante, aunque están basados en los tipo 214. Durante su fase de desarrollo, la Marina se refería al proyecto como SS PO 2000.

## Diseño
Los submarinos U-209PN son un diseño específico para la Marina portuguesa basados en los submarinos Tipo 214. Originalmente, durante la fase de concurso, los astilleros Howaldtswerke-Deutsche Werft GmbH (HDW) propusieron al Tipo 209 con múltiples mejoras como candidato aunque diseños posteriores presentados formalmente al concurso se acercaban más al del Tipo 214, de ahí que finalmente se quedara con la designación U-209PN (la francesa DCN, que acudió al concurso con dos variantes del Scorpène, impugnó sin éxito la decisión de adjudicar el concurso a HDW). Los planes de la Marina portuguesa era hacerse con una nueva clase de submarinos oceánicos, en principio compuesta por tres unidades aunque luego reducida a dos, para que sustituyera a los submarinos de la clase Albacora, en servicio desde finales de la década de 1960 y con capacidades más limitadas.
Respecto a la Clase Albacora, la Tridente se caracteriza por una autonomía mucho mayor y una menor posibilidad de detección, capacidades posibles en buena parte debido a la integración de una propulsión independiente de aire (AIP). La incorporación de sistemas automáticos, como el sistema de combate ISUS 90-50, también permite que la tripulación necesaria para operar el submarino sea menor respecto a la clase antecesora. En 2014 se anunció que ese mismo año estaría integrado el misil antibuque UGM-84 Harpoon.

## Unidades
| Numeral | Nombre       | Ordenado | Botado            |
| ------- | ------------ | -------- | ----------------- |
| S160    | NRP Tridente | 2005     | Mayo de 2010      |
| S161    | NRP Arpão    | 2005     | Diciembre de 2010 |